# Jimmy Heuga
 (avril 2019).
Si vous disposez d'ouvrages ou d'articles de référence ou si vous connaissez des sites web de qualité traitant du thème abordé ici, merci de compléter l'article en donnant les références utiles à sa vérifiabilité et en les liant à la section « Notes et références ».
Jimmy Heuga, né le 22 août 1943 à Tahoe City, mort le 8 février 2010 à Louisville (Colorado), était un skieur alpin américain et était originaire de Squaw Valley.

## Palmarès

### Jeux olympiques d'hiver
| Épreuve / Édition | Descente | Slalom géant | Slalom |
| JO 1964 Innsbruck | —        | Disqualifié  | Bronze |
| JO 1968 Grenoble  | —        | —            | 7e     |

### Championnats du monde
| Épreuve / Édition      | Descente | Slalom géant | Slalom | Combiné |
| Mondiaux 1962 Chamonix | 25e      | 12e          | 12e    | 5e      |
| JO 1964 Innsbruck      | —        | Disqualifié  | Bronze | —       |
| Mondiaux 1966 Portillo | 19e      | 13e          | 6e     | 4e      |
| JO 1968 Grenoble       | —        | —            | 7e     | —       |

### Coupe du monde
- Meilleur résultat au classement général : 6e en 1967

#### Saison par saison
- Coupe du monde 1967 :
  - Classement général : 6e
- Coupe du monde 1968 :
  - Classement général : 27e

### Arlberg-Kandahar
- Vainqueur du Kandahar 1964 à Garmisch
  - Vainqueur du slalom 1964 à Garmisch